# Jaime Rodríguez
Jaime Alberto Rodríguez Jiménez (San Salvador, 17 gennaio 1959) è un ex calciatore salvadoregno, di ruolo difensore.

## Carriera

### Club
Ha giocato fino al 1977 nell'Alianza. Nel 1977 è passato al FAS. Nel 1980 è tornato all'Alianza. Nel 1981 è stato ingaggiato dal Bayer Uerdingen, club tedesco della 2. Bundesliga. Nel 1982 è stato acquistato dal León. Ha militato nel club messicano fino al 1987, salvo una parentesi al KPV nel 1985. Nel 1987 è passato all'Atlas. Nel 1990 ha militato all'Alianza, club in cui aveva già militato agli inizi della propria carriera. Nel club salvadoregno ha concluso la propria carriera nel 1994, dopo due esperienze in Giappone (con NKK e Yokohama Flügels).

### Nazionale
Ha debuttato in Nazionale nel 1979. Ha messo a segno la sua prima rete con la maglia della Nazionale il 25 giugno 1989, in El Salvador-Costa Rica (2-4), siglando una rete al minuto 24. Ha partecipato, con la Nazionale, ai Mondiali 1982. Ha collezionato in totale, con la maglia della Nazionale, 30 presenze e una rete.